# Eden, New York
Eden är en kommun i Erie County i delstaten New York, USA.